# Neptis nisaea
Neptis nisaea är en fjärilsart som beskrevs av Nicéville 1895. Neptis nisaea ingår i släktet Neptis och familjen praktfjärilar. Inga underarter finns listade i Catalogue of Life.